# Anderson Arroyo
Anderson Arroyo Córdoba (Quibdó, Chocó, Colombia, 27 de septiembre de 1999) es un futbolista colombiano. Juega como defensa y su equipo es el Burgos C. F. de la Segunda División de España.

## Trayectoria
Arroyo se formó en el Fortaleza C.E.I.F., hizo su debut como profesional el 19 de noviembre de 2015 en partido contra el Deportivo Pereira en la Categoría Primera B del fútbol colombiano, a la edad de 16 años. El año siguiente jugó su primer partido en la Categoría Primera A el 18 de febrero de 2016 contra el Deportivo Cali. Hizo 22 apariciones con Fortaleza C.E.I.F. en sus tres temporadas de permanencia allí.
El 6 de febrero de 2018 fue transferido al Liverpool F. C., equipo que de inmediato lo cedió en préstamo al Real Club Deportivo Mallorca, en donde entrenó con el equipo principal, pero jugó con la plantilla B. En su primera temporada con el equipo español participó como titular en 12 partidos El 22 de agosto de 2018 el Liverpool volvió a cederlo; en esta ocasión su destino fue el K. A. A. Gante.
Regresó al Liverpool al final de la temporada, y para la 2019-20 volvió a cederlo, en esta ocasión al Mladá Boleslav de la primera división checa, donde permaneció una temporada.
En octubre de 2020 fue cedido al Salamanca C. F. UDS de España, club que militaba en la Segunda División B. Las siguientes tres temporadas siguió jugando cedido en el mismo país en equipos que competían en la Segunda División; primero en el C. D. Mirandés, seguidamente en el Deportivo Alavés, con el que ascendió a Primera División, y, posteriormente, en el F. C. Andorra y el Burgos C. F. En este último equipo se quedó tras llegarse a un acuerdo para su traspaso en julio de 2024.

## Selección nacional

### Participaciones en Copas del Mundo
| Mundial                     | Sede    | Resultado        | Partidos | Goles |
| --------------------------- | ------- | ---------------- | -------- | ----- |
| Copa Mundial Sub-20 de 2019 | Polonia | Cuartos de final | 5        | 0     |

## Clubes
Actualizado al último partido disputado el 21 de septiembre de 2024.
| Club                           | País            | Año       | Part. | Goles |
| ------------------------------ | --------------- | --------- | ----- | ----- |
| Fortaleza F. C.                | Colombia        | 2015-2018 | 20    | 0     |
| Liverpool F. C.                | Inglaterra      | 2018      | 0     | 0     |
| R. C. D. Mallorca "B" (cedido) | España          | 2018      | 14    | 1     |
| K. A. A. Gante (cedido)        | Bélgica         | 2018-2019 | 0     | 0     |
| F. K. Mladá Boleslav (cedido)  | República Checa | 2019-2020 | 2     | 0     |
| Salamanca C. F. UDS (cedido)   | España          | 2020-2021 | 21    | 0     |
| C. D. Mirandés (cedido)        | España          | 2021-2022 | 42    | 0     |
| Deportivo Alavés (cedido)      | España          | 2022-2023 | 22    | 0     |
| F. C. Andorra (cedido)         | Andorra         | 2023-2024 | 11    | 0     |
| Burgos C. F. (cedido)          | España          | 2024      | 16    | 1     |
| Burgos C. F.                   | España          | 2024-act. | 6     | 0     |
| Total                          | Total           | Total     | 154   | 2     |